# Gyros

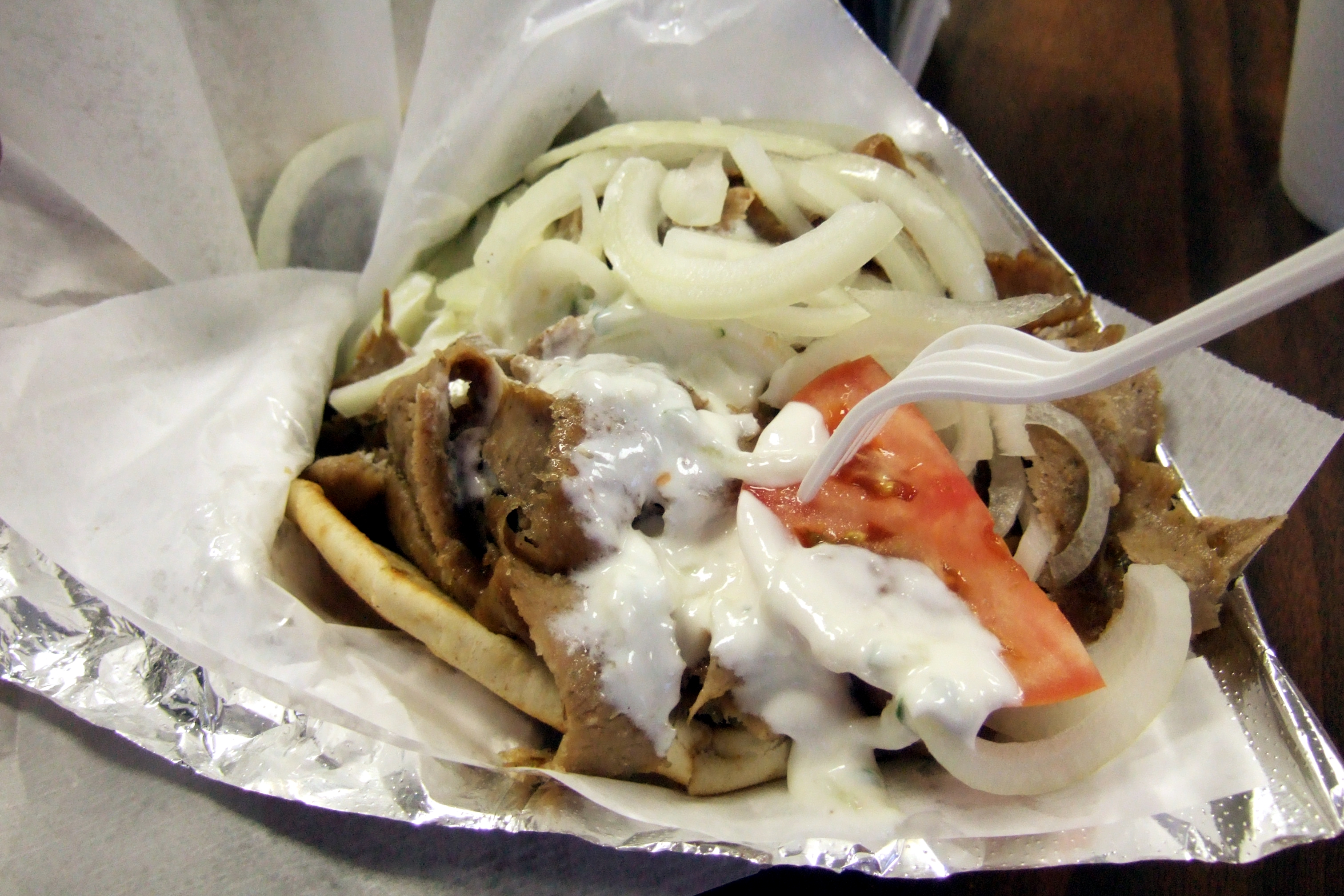
Gyros in een pitabroodje

Gyros (Grieks: γύρος, jíros) is een traditioneel Grieks (fastfood)gerecht bestaande uit aan een grote spies gegrild varkensvlees, in reepjes gesneden en gekruid. Het lijkt enigszins op shoarma en het Mexicaanse taco al pastor. Alle drie de gerechten zijn afgeleid van het döner kebab, dat in de 19e eeuw is uitgevonden in het toenmalig Ottomaanse Bursa.
In Griekenland wordt gyros met plakjes tomaat, ui, aardappel, tzatziki of yoghurt gewikkeld in een pitabroodje gegeten. In Griekse restaurants elders is gyros in een groot aantal gerechten terug te vinden.